# 米拉·杰斯敏

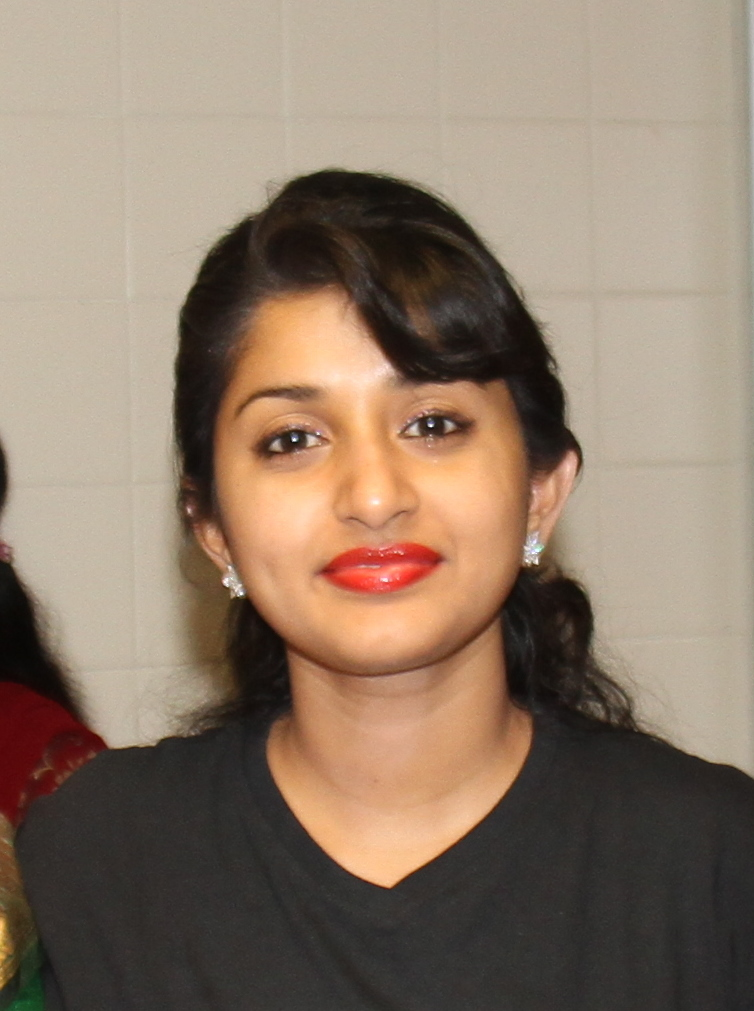
米拉·杰斯敏

米拉·杰斯敏（1982年2月15日—） 是一位印度女演员，生於蒂鲁瓦尔拉  ，主要出演马拉雅拉姆语、泰米尔语、泰卢固语和卡纳达语电影。2004年，她获頒印度国家电影奖最佳女演员奖。 